# Helen Christen
Helen Christen (* 5. August 1956 in Sursee) ist eine Schweizer Sprachwissenschafterin mit Forschungsschwerpunkt Dialektologie und Variationslinguistik und emeritierte Professorin für Germanistische Linguistik.

## Leben
Christen wuchs als Tochter eines Schmieds in der luzernischen Gemeinde Knutwil auf. Nach der Matura an der Kantonsschule Sursee studierte Christen an der Universität Freiburg i. Ü. Germanistik und Romanistik, wo sie 1986 über die L-Vokalisierung in ihrer Heimatgemeinde und in der Stadt Luzern promovierte und sich 1996 mit einer Untersuchung zum Dialekt im Alltag habilitierte. Christen hatte Assistenzstellen bei Elmar Seebold an der Ludwig-Maximilians-Universität München sowie bei Walter Haas an der Universität Freiburg i. Ü. inne und war als Chargée de cours an der Universität Genf tätig.

## Wirken
Christen war von 2002 bis zu ihrer Emeritierung 2021 Professorin für Germanistische Linguistik an der Universität Freiburg i. Ü. Ihre Forschungsschwerpunkte sind sozio- und pragmalinguistische Aspekte des Gebrauchs arealer Varietäten in der Deutschschweiz sowie Laiendialektologie und Genderlinguistik. Sie leitete u. a. Forschungsprojekte zum Sprach(wissens)raum Innerschweiz und zur neutralen Genuszuweisung bei weiblichen Personennamen. Zusammen mit Matthias Friedli und Elvira Glaser gab Christen 2010 den Kleinen Sprachatlas der deutschen Schweiz heraus, der seither in mehreren Auflagen erschienen ist. Auf ihre Initiative hin wurde an der Universität Freiburg überdies ein Masterprogramm mit dialektologischem Schwerpunkt eingerichtet.
Christen war Erste Vorsitzende der Internationalen Gesellschaft für Dialektologie des Deutschen (IGDD, 2015–2022) und ist Präsidentin des Kuratoriums für das Digitale Wörterbuch der deutschen Schweiz (DWDS, seit 2006), Vertreterin des Schweizerischen Idiotikons in der Kommission «Nationale Wörterbücher» der Schweizerischen Akademie für Geistes- und Sozialwissenschaften (seit 2007) und Mitglied des Internationalen Wissenschaftlichen Rats des Leibniz-Instituts für Deutsche Sprache in Mannheim (seit 2012). Christen ist zudem seit 2002 Kooptierte Professorin am Forschungszentrum Deutscher Sprachatlas der Philipps-Universität Marburg.

## Schriften (Auswahl)
- 2010: Hochdeutsch in aller Munde. Eine empirische Untersuchung zur gesprochenen Standardsprache in der Deutschschweiz. Unter Mitarbeit von Mirjeta Reçi. Stuttgart (= Zeitschrift für Dialektologie und Linguistik, Beiheft 140) [Zusammen mit Manuela Guntern, Ingrid Hove und Marina Petkova].
- 2010: Kleiner Sprachatlas der deutschen Schweiz. Frauenfeld [etc.]. [Zusammen mit Elvira Glaser und Matthias Friedli sowie weiteren Beiträgern].
- 2006: „Comutter“, „Papi“ und „Lebensabschnittsgefährte“. Untersuchungen zum Sprachgebrauch im Kontext heutiger Formen des Zusammenlebens. Mit einem Beitrag von Ingrid Hove. Hildesheim (= Germanistische Linguistik Monographien, 20).
- 2000: Grammatikunterricht: Alles für der Katz? Untersuchungen zum Zweitsprachenerwerb Deutsch. Tübingen (= Reihe Germanistische Linguistik, 220) [zusammen mit Erika Diehl, Sandra Leuenberger, Isabelle Pelvat und Thérèse Studer]
- 1998: Dialekt im Alltag. Eine empirische Untersuchung zur lokalen Komponente heutiger schweizerdeutscher Varietäten. Tübingen (= Reihe Germanistische Linguistik, 201).
- 1988: Sprachliche Variation in der deutschsprachigen Schweiz. Dargestellt am Beispiel der l-Vokalisierung in der Gemeinde Knutwil und in der Stadt Luzern. Stuttgart (= Zeitschrift für Dialektologie und Linguistik. Beiheft 58).